# بازی‌های پان امریکن ۲۰۱۱
بازی‌های پان امریکن ۲۰۱۱ (انگلیسی: 2011 Pan American Games) شانزدهمین دوره بازی‌های پان امریکن است که از ۱۴ تا ۳۰ اکتبر ۲۰۱۱ در گوادالاخارا، مکزیک با حضور ۵٬۹۹۶ ورزشکار برگزار شده‌است.

## جدول مدال‌ها
*   کشور میزبان ( مکزیک)
| رتبه           | NOC                 | طلا | نقره | برنز | مجموع |
| -------------- | ------------------- | --- | ---- | ---- | ----- |
| ۱              | ایالات متحده آمریکا | ۹۲  | ۷۹   | ۶۶   | ۲۳۷   |
| ۲              | کوبا                | ۵۸  | ۳۵   | ۴۳   | ۱۳۶   |
| ۳              | برزیل               | ۴۸  | ۳۵   | ۵۸   | ۱۴۱   |
| ۴              | مکزیک*              | ۴۲  | ۴۱   | ۵۰   | ۱۳۳   |
| ۵              | کانادا              | ۳۰  | ۴۰   | ۴۹   | ۱۱۹   |
| ۶              | کلمبیا              | ۲۴  | ۲۵   | ۳۵   | ۸۴    |
| ۷              | آرژانتین            | ۲۱  | ۱۹   | ۳۴   | ۷۴    |
| ۸              | ونزوئلا             | ۱۱  | ۲۷   | ۳۳   | ۷۱    |
| ۹              | جمهوری دومینیکن     | ۷   | ۹    | ۱۷   | ۳۳    |
| ۱۰             | اکوادور             | ۷   | ۸    | ۹    | ۲۴    |
| ۱۱             | گواتمالا            | ۷   | ۳    | ۵    | ۱۵    |
| ۱۲             | پورتوریکو           | ۶   | ۸    | ۸    | ۲۲    |
| ۱۳             | شیلی                | ۳   | ۱۶   | ۲۴   | ۴۳    |
| ۱۴             | جامائیکا            | ۱   | ۵    | ۱    | ۷     |
| ۱۵             | باهاما              | ۱   | ۱    | ۱    | ۳     |
| ۱۵             | جزایر کیمن[a]       | ۱   | ۱    | ۱    | ۳     |
| ۱۷             | آنتیل هلند (PASO)   | ۱   | ۰    | ۱    | ۲     |
| ۱۸             | کاستاریکا           | ۱   | ۰    | ۰    | ۱     |
| ۱۹             | اروگوئه             | ۰   | ۳    | ۲    | ۵     |
| ۲۰             | پرو                 | ۰   | ۲    | ۵    | ۷     |
| ۲۱             | ترینیداد و توباگو   | ۰   | ۲    | ۲    | ۴     |
| ۲۲             | سنت کیتس و نویس[b]  | ۰   | ۲    | ۰    | ۲     |
| ۲۳             | السالوادور          | ۰   | ۱    | ۱    | ۲     |
| ۲۴             | دومینیکا            | ۰   | ۱    | ۰    | ۱     |
| ۲۵             | باربادوس            | ۰   | ۰    | ۲    | ۲     |
| ۲۵             | بولیوی              | ۰   | ۰    | ۲    | ۲     |
| ۲۵             | پاراگوئه            | ۰   | ۰    | ۲    | ۲     |
| ۲۸             | پاناما              | ۰   | ۰    | ۱    | ۱     |
| ۲۸             | گویان               | ۰   | ۰    | ۱    | ۱     |
| مجموع (۲۹ NOC) | مجموع (۲۹ NOC)      | ۳۶۱ | ۳۶۳  | ۴۵۳  | ۱۱۷۷  |

## کشورهای شرکت‌کننده

کشورهای شرکت‌کننده

- ورزش‌های آبی
  -  شیرجه (8) (جزئیات)
  -  شنا (34) (جزئیات)
  -  شنای موزون (2) (جزئیات)
  -  واترپلو (2) (جزئیات)
- تیراندازی با کمان (4) (جزئیات)
- دو و میدانی (47) (جزئیات)
- بدمینتون (5) (جزئیات)
- بیسبال (1) (جزئیات)
- بسکتبال (2) (جزئیات)
- پیلوتای باسکی (10) (جزئیات)
- بولینگ (4) (جزئیات)
- بوکس (13) (جزئیات)
- قایق‌رانی (12) (جزئیات)
- ورزش دوچرخه‌سواری (جزئیات)
  - دوچرخه‌سواری بی‌ام‌اکس (2)
  - دوچرخه‌سواری کوهستان (2)
  - دوچرخه‌سواری جاده (4)
  - دوچرخه‌سواری پیست (10)
- سوارکاری (6) (جزئیات)
- شمشیربازی (12) (جزئیات)
- هاکی روی چمن (2) (جزئیات)
- فوتبال (2) (جزئیات)
- ژیمناستیک (جزئیات)
  - ژیمناستیک هنری (14)
  - ژیمناستیک ریتمیک (8)
  - ترامپولین (2)
- هندبال (2) (جزئیات)
- جودو (14) (جزئیات)
- کاراته (10) (جزئیات)
- پنج‌گانه مدرن (2) (جزئیات)
- راکت‌بال (6) (جزئیات)
- اسکیت (8) (جزئیات)
- روئینگ (14) (جزئیات)
- راگبی ۷ نفره (1) (جزئیات)
- قایقرانی بادبانی (9) (جزئیات)
- تیراندازی (15) (جزئیات)
- سافت‌بال (1) (جزئیات)
- اسکواش (6) (جزئیات)
- تنیس روی میز (4) (جزئیات)
- تکواندو (8) (جزئیات)
- تنیس (5) (جزئیات)
- ورزش سه‌گانه (2) (جزئیات)
- والیبال (4) (جزئیات)
- اسکی روی آب (9) (جزئیات)
- وزنه‌برداری (15) (جزئیات)
- شنا (18) (جزئیات)

| - آنتیگوا و باربودا (7) - آرژانتین (486) - آروبا (17) - باهاما (22) - باربادوس (52) - بلیز (10) - برمودا (14) - بولیوی (34) - برزیل (519) - جزایر ویرجین بریتانیا (3) - کانادا (492) - جزایر کیمن (12) - شیلی (308) - کلمبیا (284) - کاستاریکا (90) - کوبا (443) - دومینیکا (5) - جمهوری دومینیکن (214) - اکوادور (167) - السالوادور (78) - گرنادا (5) - گواتمالا (140) - گویان (19) - هائیتی (12) - هنگ کنگ (22) - جامائیکا (61) - مکزیک (638) - Netherlands Antilles (11) - نیکاراگوئه (31) - پاناما (47) - پاراگوئه (28) - پرو (137) - پورتوریکو (254) - سنت لوسیا (4) - سنت کیتس و نویس (6) - سنت وینسنت و گرنادین‌ها (4) - سورینام (11) - ترینیداد و توباگو (94) - ایالات متحده آمریکا (618) - اروگوئه (113) - جزایر ویرجین (16) - ونزوئلا (385) |